# Stazione di Villanova d'Ardenghi
La stazione di Villanova d’Ardenghi è una fermata ferroviaria posta lungo la linea Vercelli-Pavia, a servizio dell'omonimo comune.

## Storia
La fermata fu attivata l'11 settembre 1882, all'apertura della tratta Garlasco-Cava della linea Vercelli–Pavia.
Per una trentina d’anni fu trasformato in stazione, in occasione dell'attivazione, nel 1965, del raccordo "Wessanen Italia" per la cui manovra era però necessario un consenso elettrico dalla stazione di Cava Carbonara. Terminato il periodo di attività dello stesso, in occasione del rinnovamento della linea, avvenuto nel 1992, fu nuovamente trasformato in fermata.

## Movimento
La stazione è servita dai treni regionali a cadenza oraria (con interruzione a metà mattina) della linea R36, eserciti da Trenord, che collegano Vercelli a Pavia.

## Curiosità
Nel film del 1984 Il ragazzo di campagna di Castellano e Pipolo, la celebre scena in cui il protagonista Artemio, interpretato da Renato Pozzetto, osserva il passaggio del treno insieme agli amici è stata girata lungo la ferrovia Vercelli-Pavia nei pressi della stazione di Villanova d'Ardenghi.